# Рівнинні ліси Північно-Західного Конго
Рівнинні ліси Північно-Західного Конго (ідентифікатор WWF: AT0126) — афротропічний екорегіон тропічних та субтропічних вологих широколистяних лісів, розташований в Центральній Африці. Він є частиною великого масиву конголезьких дощових лісів та вирізняється високим рівнем видового різноманіття.

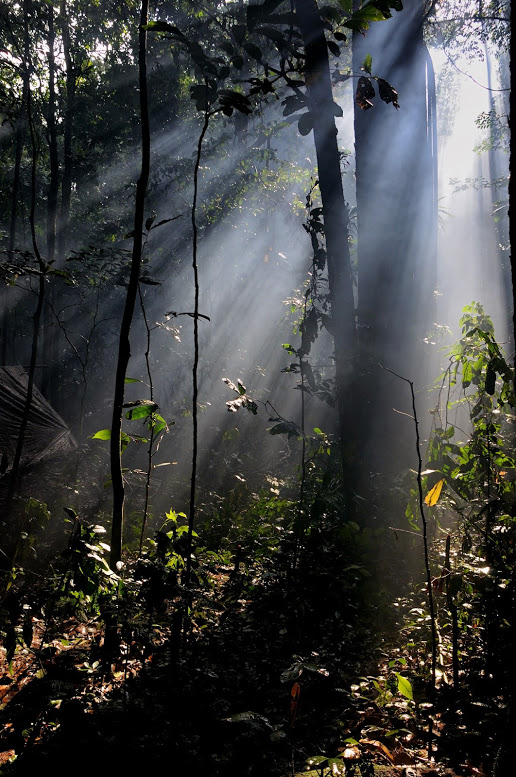
Ліс в заповіднику Дзанга-Сангха (ЦАР)

## Географія
Екорегіон рівнинних лісів Північно-Західного Конго охоплює південні райони Камеруну, південно-східні райони Центральноафриканської Республіки, значні території Габону та Республіки Конго, а також невелику ділянку Демократичної Республіки Конго. На північ від регіону поширені лісосавани північного Конго, а на південь — лісосавани Західного Конго. На заході екорегіон переходить у конголезькі прибережні ліси, а на сході, за річкою Убангі — у рівнинні ліси Північно-Східного Конго та у заболочені ліси Західного Конго.
Рельєф регіону переважно рівнинний. Його висота коливається від 300 до 800 м над рівнем моря, а найвищі висоти розташовані на півночі регіону та в горах Шайю на півдні. З геологічної точки зору в екорегіоні переважають докембрійські породи фундаменту, на півночі також зустрічаються докрейдові осадові породи. Ґрунти представлені товстим шаром сильно вилугованих оксісолів, подекуди перекритих алювіальними відкладами.
Густота населення екорегіону є низькою і, як правило, становить менше 5 осіб/км². Вона є дещо вищою навколо міст, зокрема навколо столиці Камеруну Яунде та навколо столиці ЦАР Бангі, розташованих на крайньому північному заході та північному сході екорегіону відповідно. Великі території у внутрішній частині екорегіону, особливо в Габоні та Республіці Конго, є майже повністю незаселеними, і густота населення там становить менше 1 особи/км². Ці дві країни посідають перше та друге місце, відповідно, як найменш заселені лісисті країни Африки. У віддалених внутрішніх районах більшість людей живе вздовж доріг і річок, залишаючи внутрішню частину лісу вільною від великих поселень. Багато з них належать до народу бака та до інших народів, яких зазвичай називають пігмеями, а також до тісно пов'язаних з ними землеробів банту.

## Клімат
В центральній частині екорегіону переважає екваторіальний клімат (Af за класифікацією кліматів Кеппена), на більшій його частині — мусонний клімат (Am за класифікацією Кеппена), а на периферії — саванний клімат (Aw за класифікацією Кеппена). Середньорічна кількість опадів в центральній частині коливається від 1400 мм до 2000 мм, більшість з яких випадає протягом двох сезонів дощів. Максимальна температура становить 27-30 °C, мінімальна температура — 18-21 °C. Добова амплітуда коливання температури часто перевищує річну. Вологість висока протягом всього року.

## Флора
В екорегіоні поширені два типи лісових угруповань — мішані вологі напіввічнозелені ліси та монодомінантні вологі вічнозелені та напіввічнозелені ліси. Серед поширених в регіоні дерев слід відзначити конголезьку ентандрофрагму (Entandrophragma congoense), пентаклетру Еетвельда (Pentaclethra eetveldeana), високу афромосію (Pericopsis elata) та лімбалієве дерево (Gilbertiodendron dewevrei), які виростають до 60 м заввишки. Також в лісах регіону ростуть різноманітні чагарники, зокрема різні види дріпетесів (Drypetes calvescens, D. capillipes, D. chevalieri), численні ліани та ротанґи. В долинах річок на півдні екорегіону ростуть чисті насадження пальми рафії Raphia monbuttorum.
Загалом флористичне різноманіття є високим, хоч і недостатньо дослідженим. Ботаніки виявили на ділянці площею 0,02 га в Габоні понад 200 різних видів рослин, а на ділянці площею 0,01 га в Камеруні — 227 видів рослин. Ці показники є одними з найвищих у світі. Рівень ендемізму є не таким значним, хоча відкриття нових видів тварин в екорегіоні може вказувати на те, що ендемізм в ньому може бути вищим, ніж передбачалося раніше, особливо в лісі Сангха.

## Фауна
Різноманіття ссавців в екорегіоні рівнинних лісів Північно-Західного Конго є одним з найвищих серед усіх лісових екорегіонів Африки. Лише у заповіднику Дзанга-Сангха в ЦАР зареєстровано 105 видів ссавців. Видове різноманіття приматів також є найвищим серед усіх регіонів Африки. Тут зустрічаються звичайні мандрили (Mandrillus sphinx), а також одні з найбільших популяцій західних рівнинних горил (Gorilla gorilla gorilla) та центральних шимпанзе (Pan troglodytes troglodytes). Серед інших поширених в регіоні ссавців слід відзначити китицевуху свиню (Potamochoerus porcus), великого лісового кабана (Hylochoerus meinertzhageni rimator), водного оленька (Hyemoschus aquaticus), білочеревого дуїкера (Cephalophus leucogaster), африканського лісового буйвола (Syncerus caffer nanus), лісового бонго (Tragelaphus eurycerus), сітатунгу (Tragelaphus spekii), лісового слона (Loxodonta cyclotis), африканського леопарда (Panthera pardus pardus) та золотого каракала (Caracal aurata). 
Ендеміками екорегіону є африканські деревні миші (Prionomys batesi), сункуси Ремі (Suncus remyi) та конганські лісові землерийки (Sylvisorex konganensis). Серед майже ендемічних видів слід відзначити сонцехвосту мавпу (Allochrocebus solatus), чорного колобуса (Colobus satanas), золотого ангвантібо (Arctocebus aureus), південного голкокігтистого галаго (Euoticus elegantulus), плямистого кажана Глена (Glauconycteris gleni), лісового підковика (Rhinolophus silvestris), довгостопу білозубку (Crocidura crenata), жорстоку білозубку (Crocidura ludia) та угандійську білозубку (Crocidura mutesae).
Орнітофауна екорегіону також вирізняється різноманіттям. Лише в Національному парку Одзала зареєстровано 449 видів птахів. Серед поширених в регіоні птахів слід відзначити габонського приріта (Batis minima), помаранчевоволого малімба (Malimbus racheliae), камерунську ясківку (Atronanus fuliginosus), лісову колоратку (Stiphrornis erythrothorax), сірого папугу або жако (Psittacus erithacus) та вінценосного орла (Stephanoaetus coronatus). Ендеміками екорегіону є п'ятипалі сцинки Фуна (Leptosiaphos fuhni) та мавські шпоркові жаби (Xenopus boumbaensis)

## Збереження
Оцінка 2017 року показала, що 91 395 км², або 21 % екорегіону, є заповідними територіями. Природоохоронні території включають: Національний парк Бумба-Бек, Фауністичний заповідник Джа, Національний парк Лобеке та Національний парк Нкі в Камеруні, Національний парк Дзанга-Ндокі, Спеціальний заповідник Дзанга-Сангха та Національний парк Нуабале-Ндокі в ЦАР, Національний парк Одзала-Кокуа||en|Odzala-Kokoua National Park}}, Національний парк Івіндо та Національний парк Мінкебе в Республіці Конго, а також Національний парк Мінкебе в Габоні.
Національні парки Дзанга-Сангха, Дзанга-Ндокі, Нуабале-Ндокі та Лобеке, а також Спеціальний заповідник Дзанга-Сангха формують Транскородонний комплекс природоохоронних територій Дзанга-Сангха площею 4589 км².